# Acacia cupeyensis
Acacia cupeyensis é uma espécie de leguminosa do gênero Acacia, pertencente à família Fabaceae.